# Klas Särner
Pour les articles homonymes, voir Särner.
Klas Johan Gustaf Särner est un gymnaste artistique suédois né le 25 décembre 1891 à Habo et mort le 22 janvier 1980 à Stockholm.

## Biographie
Klas Särner fait partie de l'équipe de Suède qui remporte la médaille d'or en système suédois par équipes aux Jeux olympiques d'été de 1920 se tenant à Anvers.